# MacGregor Sharp
MacGregor Donald Bartley Sharp (Red Deer, 1º ottobre 1985) è un allenatore di hockey su ghiaccio ed ex hockeista su ghiaccio canadese, capo allenatore dell'Appiano, squadra della Italian Hockey League. In carriera ha giocato nella National Hockey League e in diversi campionati europei.

## Carriera

### Giocatore
Sharp crebbe nella Alberta Junior Hockey League militando per tre stagioni fra il 2002 ed il 2005 con i Camrose Kodiaks, per poi giocare nella NCAA alla University of Minnesota-Duluth. Nel marzo del 2009 Sharp firmò un contratto biennale entry level con gli Anaheim Ducks, squadra della National Hockey League, concludendo la stagione 2008-09 con il farm team degli Iowa Chops.
Sharp fu il primo giocatore a passare nel campionato successivo direttamente dalla ECHL alla NHL senza passare nel frattempo per la American Hockey League. Dopo 15 partite giocate con i Bakersfield Condors, con 4 reti e 10 assist, Sharp disputò 8 partite con gli Anaheim Ducks prima di essere mandato in AHL presso i San Antonio Rampage. Nel corso della stagione 2010-2011 rimase ancora in AHL, ma vestendo la divisa dei Syracuse Crunch.
Il 28 febbraio 2011 Sharp fu ceduto insieme a Maxim Lapierre alla franchigia dei Vancouver Canucks in cambio di Joël Perrault e una scelta al terzo giro del Draft 2012. Egli tuttavia non giocò il resto della stagione in NHL, infatti fu ceduto in prestito in AHL alla squadra degli Abbotsford Heat.
Nell'estate del 2011 MacGregor Sharp lasciò il Nordamerica per trasferirsi nella Serie A italiana con la maglia dell'HC Bolzano. Al termine della stagione, culminata con la conquista dello scudetto, Sharp rinnovò il proprio contratto anche per il campionato successivo. Nel 2013 il Bolzano si iscrisse alla EBEL, massimo campionato austriaco, e Sharp fu ancora una volta inserito nel roster per la stagione successiva. Con la maglia degli altoatesini vinse la EBEL 2013-2014.
Nel maggio del 2014 si trasferì nella Deutsche Eishockey League ingaggiato dai SERC Wild Wings di Stefan Mair. Nell'aprile del 2015 fece ritorno in EBEL con la maglia dei Vienna Capitals.
Ha vestito la maglia dell'Olten per i play-off della stagione 2017-2018, per poi tornare in EBEL con il Villacher SV per la stagione 2018-2019.
Nella stagione 2019-2020 ha vestito la maglia dei danesi del SønderjyskE, con cui ha vinto la IIHF Continental Cup 2019-2020.
Nell'estate del 2020 ha fatto ritorno in una squadra italiana, il Renon, con la quale ha giocato per due stagioni prima di ritirarsi.

### Allenatore
Subito dopo il ritiro è stato nominato dal Renon assistente allenatore di Santeri Heiksanen, al posto di Rok Pajič.
Ha ricoperto il ruolo per tre stagioni, prima di essere scelto, nell'estate 2025, come primo allenatore dell'Appiano.

## Palmarès

### Club
- Campionato italiano: 1

Bolzano: 2011-2012
- Campionato austriaco: 1

Bolzano: 2013-2014
Vienna Capitals: 2016-2017
- Supercoppa italiana: 1

Bolzano: 2012
- IIHF Continental Cup: 1

SønderjyskE: 2019-2020
- Western Collegiate Hockey Association: 1

University of Minnesota-Duluth: 2008-2009